# Fürstenallee (Kreis Lippe)

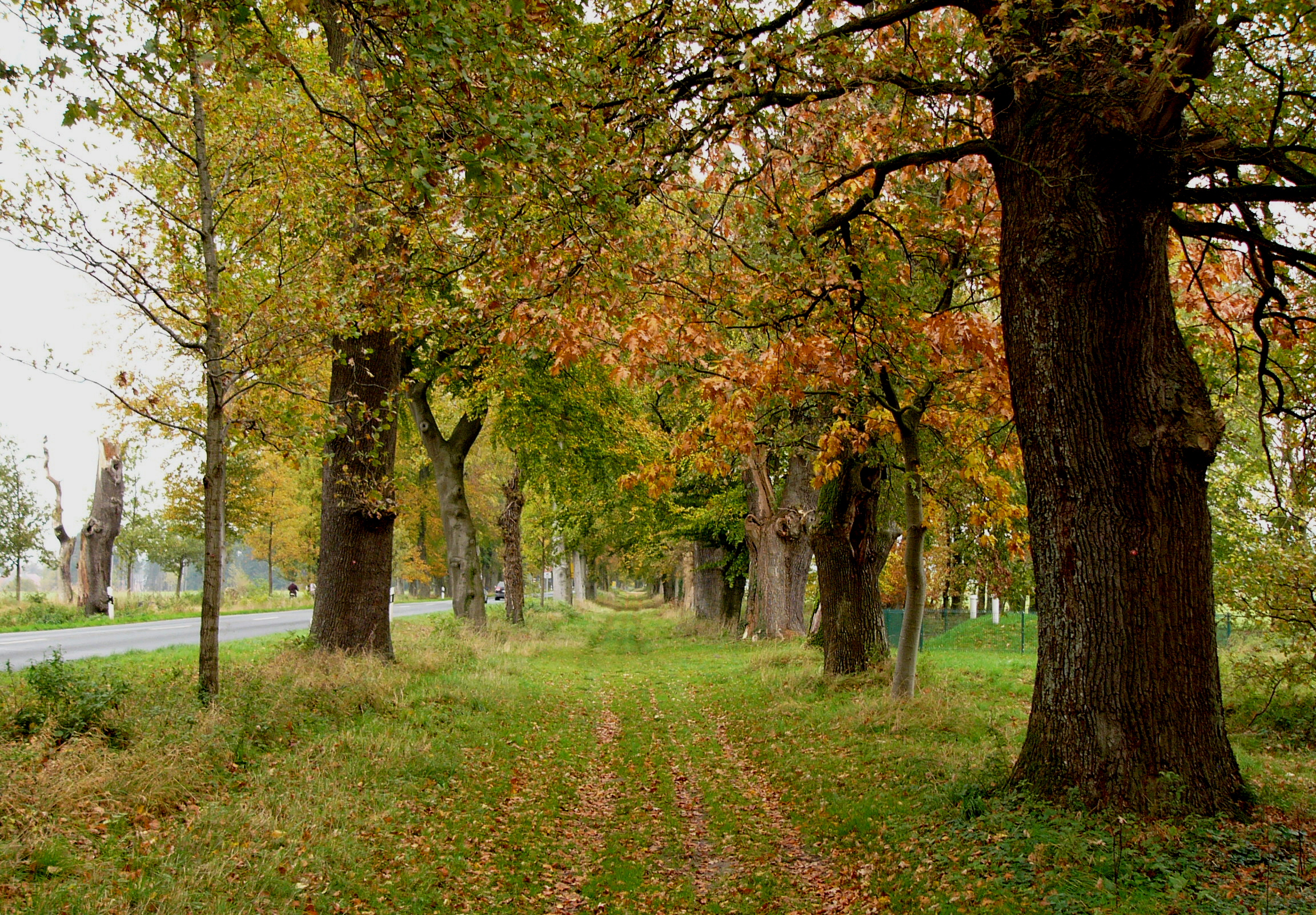
Fürstenallee bei Oesterholz-Haustenbeck

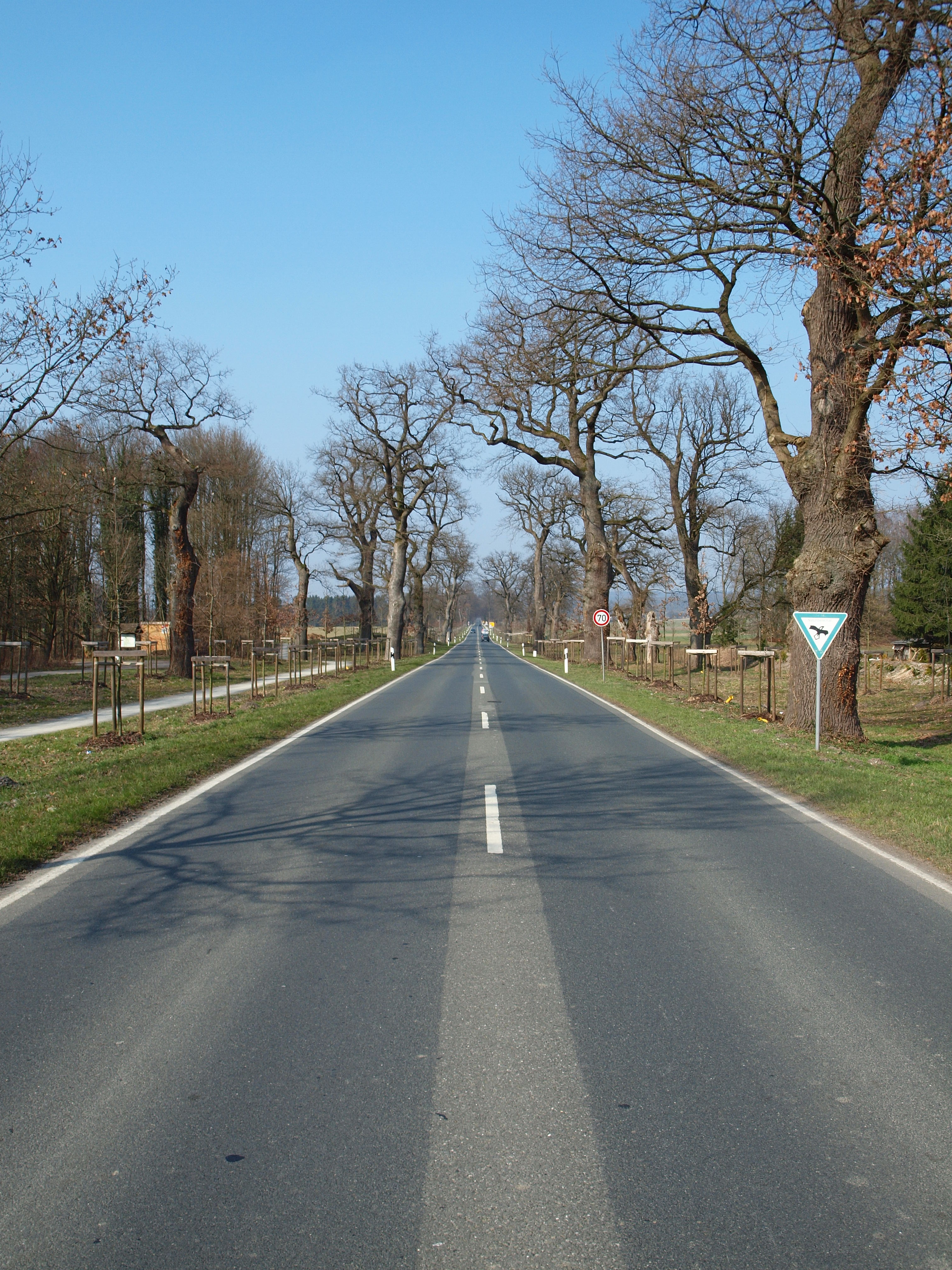
Junge und alte Eichen bilden nach der Sanierung neue Baumreihen

Die Fürstenallee ist ein Abschnitt der Landesstraße 937 im nordrhein-westfälischen Kreis Lippe in Deutschland.

## Beschreibung
Der historische Straßenabschnitt, der als die schönste Eichenallee im Lippischen Land bezeichnet wird, schließt sich an der Nahtstelle des südlichen Teutoburger Waldes und des nördlichen Eggegebirges wenig südlich der Passhöhe Gauseköte an, die Detmold und Schlangen miteinander verbindet. Begleitet wird die zumeist eben und völlig gerade verlaufende Straße von Fahrradwegen.
Auf zweieinhalb Kilometer Länge kann man im Bereich von Oesterholz beiderseits der Straße uralte Eichen und Buchen sehen. Sie wurden schon zwischen 1725 und 1730 vierreihig angepflanzt und stellten als Allee die standesgemäße Zufahrt zum Jagdschloss Oesterholz dar. Die Allee war die Visitenkarte des Landes, der Grafen und Fürsten zur Lippe an der Grenze im Südosten. Der Abschnitt zwischen Haverkampsee und Alleehof steht heute unter Schutz, denn die eindrucksvolle Ausdehnung in Länge und Breite macht die Anlage zu einem für Westfalen und Lippe einzigartigen Natur- und Kulturdenkmal.
Seit dem Frühjahr 2009 wurde die vierzeilige und zweieinhalb Kilometer lange Allee zwecks Rettung abschnittsweise saniert. Der marode Baumbestand wurde zugunsten von über 1500 neu angepflanzten Jungeichen allmählich entfernt, wobei 60 Alteichen als Zeitzeugen und Naturdenkmäler bestehen blieben. Ursprünglich geplant war die Vollendung der Sanierungsmaßnahmen in Teilschritten bis zum Jahr 2036, da – auch zur Erfüllung der Verkehrssicherungspflicht – die Arbeiten aber beschleunigt durchgeführt wurden, konnten sie bereits nach zehn Jahren abgeschlossen werden. Am 29. September 2018 wurde dieses Ereignis mit einem Familienfest gewürdigt.

## Trivia
Es wird davon berichtet, dass bereits Karl der Große auf diesem Weg unterwegs war.

1967 entstanden einige Außenaufnahmen für den von Harald Reinl inszenierten Horrorfilm Die Schlangengrube und das Pendel auf einem Teilstück der Allee zwischen der Heidestraße und dem Kreuzkrug.

## Sehenswürdigkeiten
Nahe der Fürstenallee befinden sich folgende Sehenswürdigkeiten und geografischen Ziele:
- Adlerwarte Berlebeck
- Burgruine Kohlstädt
- Externsteine
- Gauseköte
- Hermannsdenkmal
- Lippische Velmerstot
- Preußische Velmerstot
- Ruine Falkenburg